# Tepuímyrpitta
Tepuímyrpitta (Myrmothera simplex) är en fågel i familjen myrpittor inom ordningen tättingar.

## Utseende och läte
Tepuímyrpittan är en knubbig fågel med långa ben och knappt någon stjärt över huvud taget. Den är varmbrun ovan och ljust gråbrun under, med en vit fläck bakom ögat. Sången består av sex till tolv ihåliga visslingar i en serie som stier något i tonhöjd. Sången är ljusare och mer utdragen än hos trastmyrpittan. Varningslätet är dock identiskt med denna art, ett melodiskt och ihåligt kacklande. Artena överlappar dock inte i utbredning.

## Utbredning och systematik
Tepuímyrpitta förekommer som namnet avslöjar i tepuíer, i Venezuela, Guyana och norra Brasilien. Den delas in i fyra underarter:
- Myrmothera simplex duidae – förekommer i tepuis i södra Venezuela (Yaví, Duida och Neblina)
- Myrmothera simplex guaiquinimae – förekommer i tepuis i sydöstra Venezuela (Cerros Guaiquinima och Paurai-Tepui)
- Myrmothera simplex simplex – förekommer i sydöstra Venezuela (Gran Sabana och Roraima) och näraliggande Guyana
- Myrmothera simplex pacaraimae – förekommer i sydöstra Venezuela (Pacaraimaberget) och närbelägna norra Brasilien

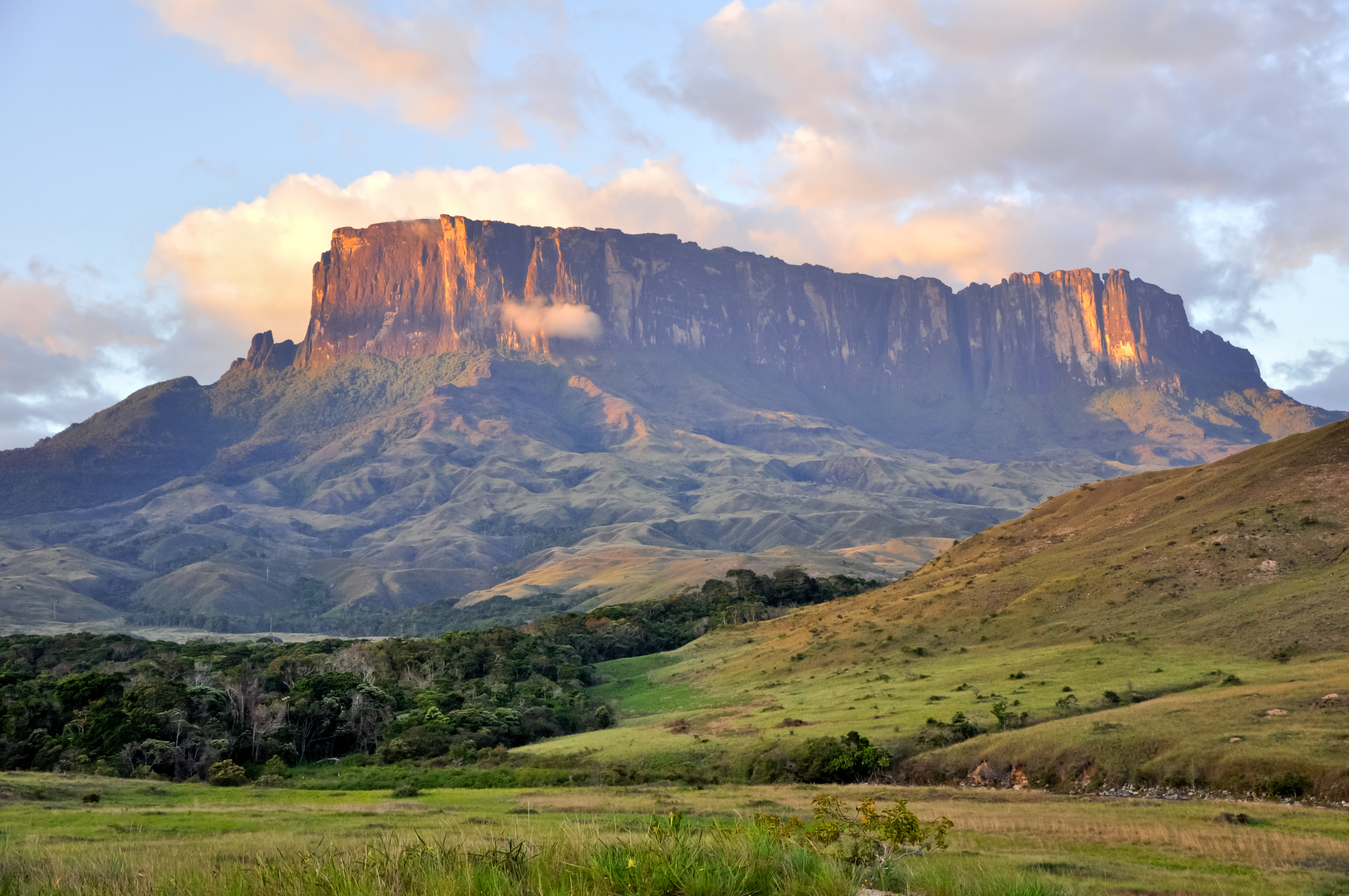
Fågeln förekommer endast på platåberg som kallas tepuier, här Roraima.

## Levnadssätt
Tepuímyrpittan hittas i höglänta tepuískogar, vanligast över 800 meters höjd. Den ses alltid nära eller på marken, födosökande bland torra löv och kring mossiga stenar på jakt efter insekter. Olikt många andra småfåglar slår den vanligen inte följe med kringvandrande artblandade flockar. Fågeln hörs långt oftare än ses, men verkar ändå mycket mindre skygg än andra myrpittor. 

## Status och hot
Arten har ett stort utbredningsområde, men tros minska i antal, dock inte tillräckligt kraftigt för att den ska betraktas som hotad. Internationella naturvårdsunionen IUCN listar arten som livskraftig (LC).